# Somatochlora sahlbergi
Somatochlora sahlbergi é uma espécie de libelinha da família Corduliidae.
Pode ser encontrada nos seguintes países: Canadá, Finlândia, Noruega, Rússia, Suécia e Estados Unidos da América.
Os seus habitats naturais são: tundras e tundras alpinas.